# Lijst van vlaggen van Salomonseilandse deelgebieden
Dit artikel bevat een lijst van vlaggen van de Salomonseilandse deelgebieden. De Salomonseilanden zijn onderverdeeld in negen provincies.

## Vlaggen van provincies

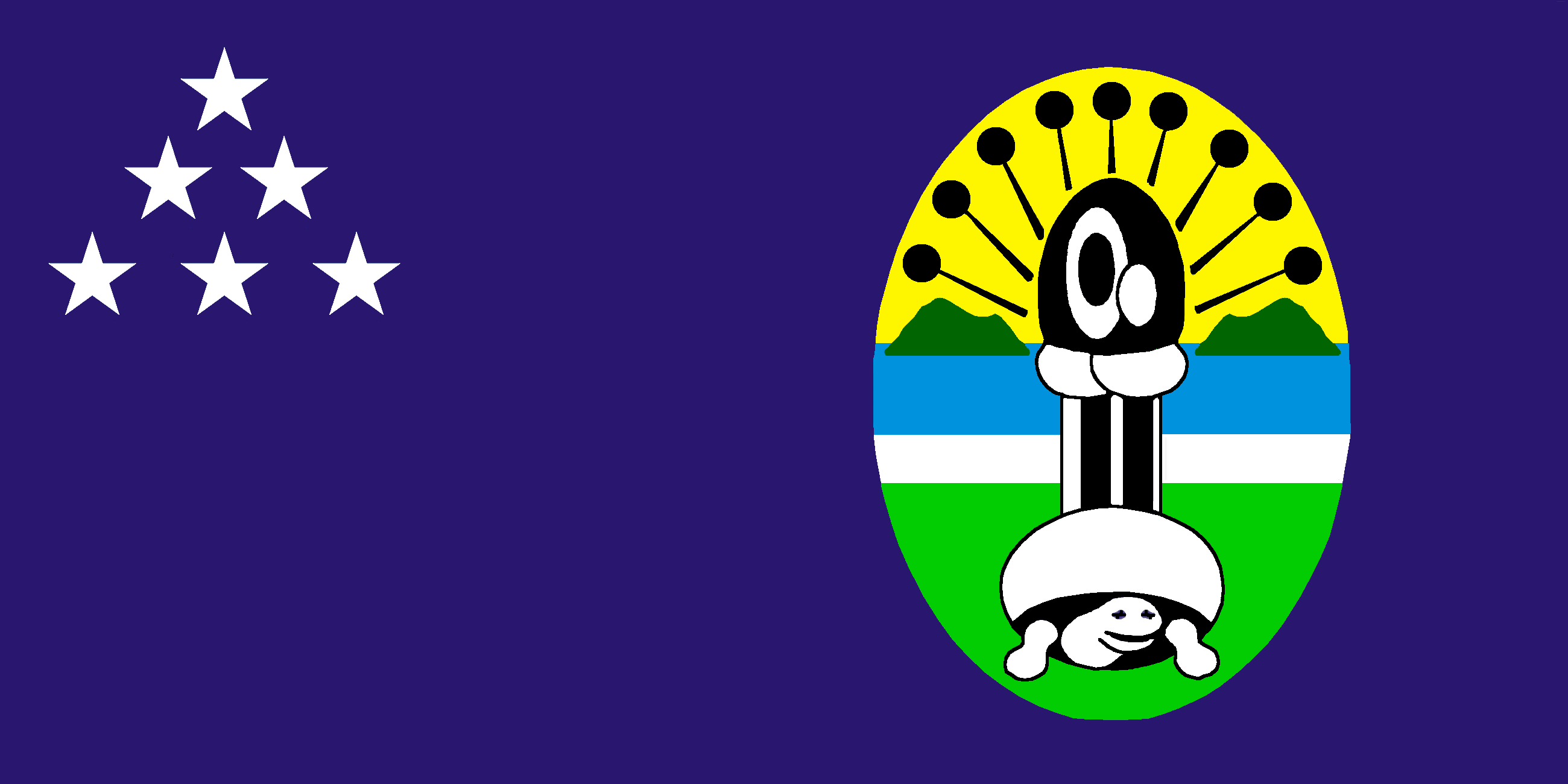
Vlag van Central
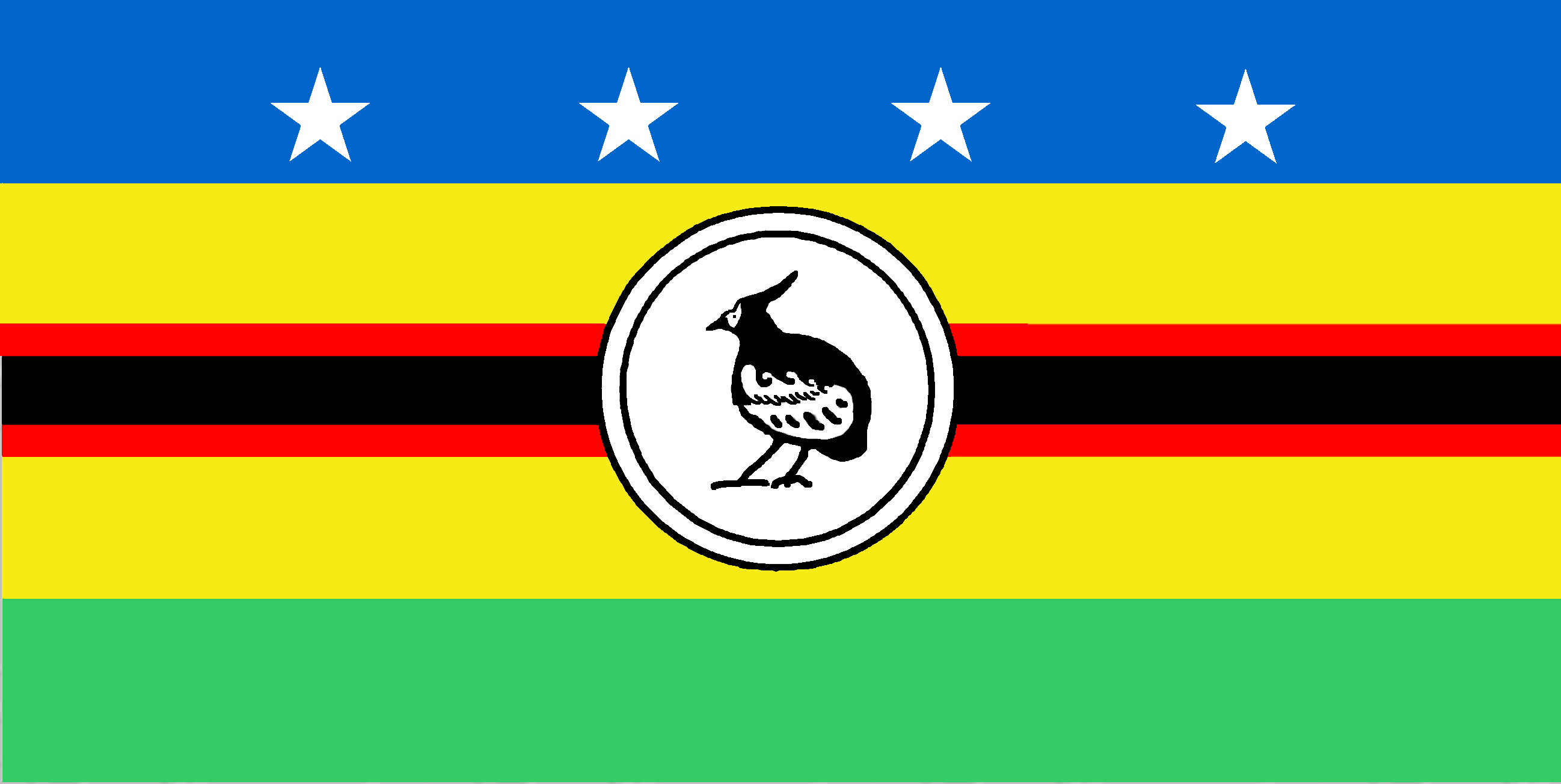
Vlag van Choiseul
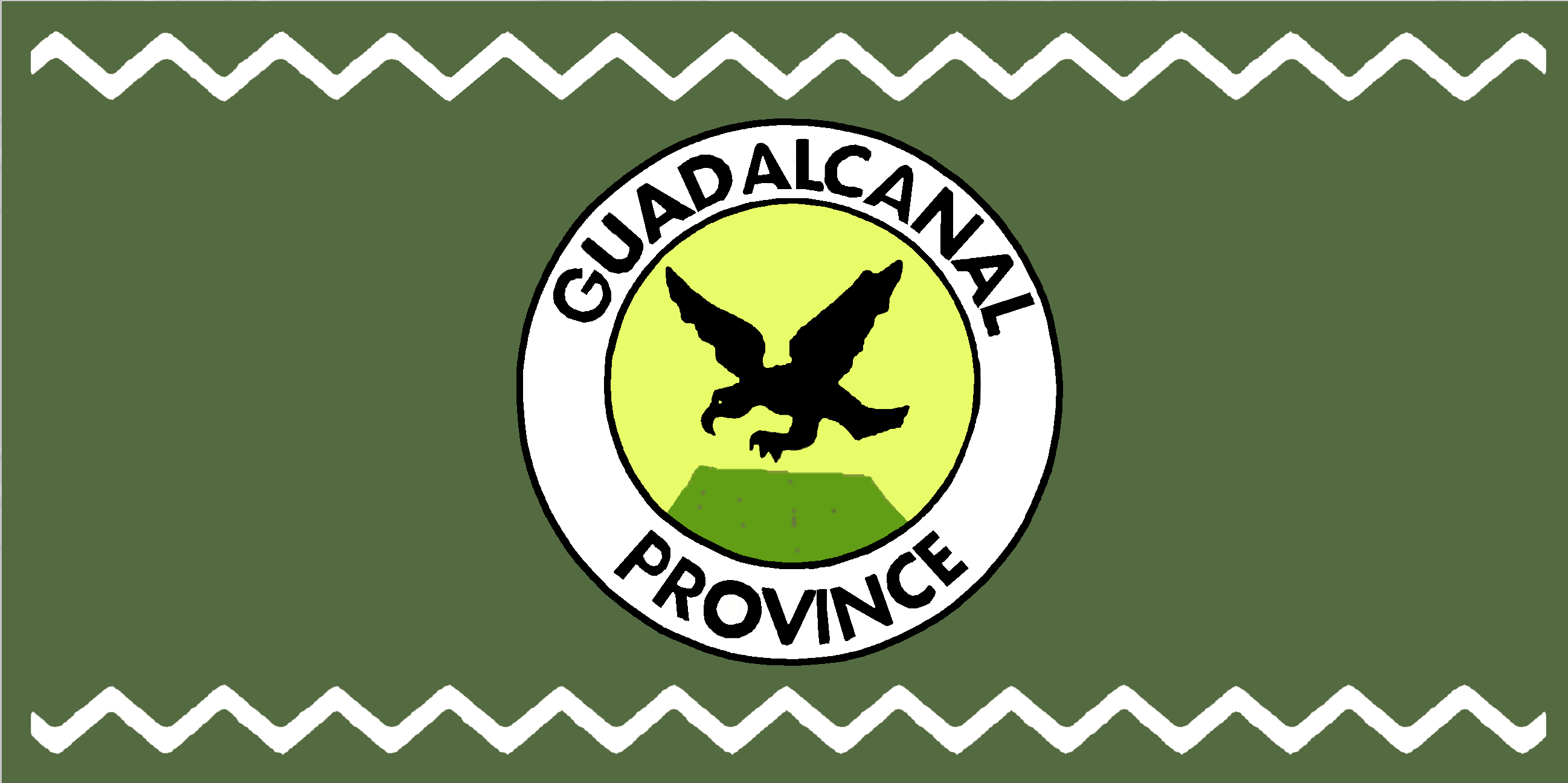
Vlag van Guadalcanal
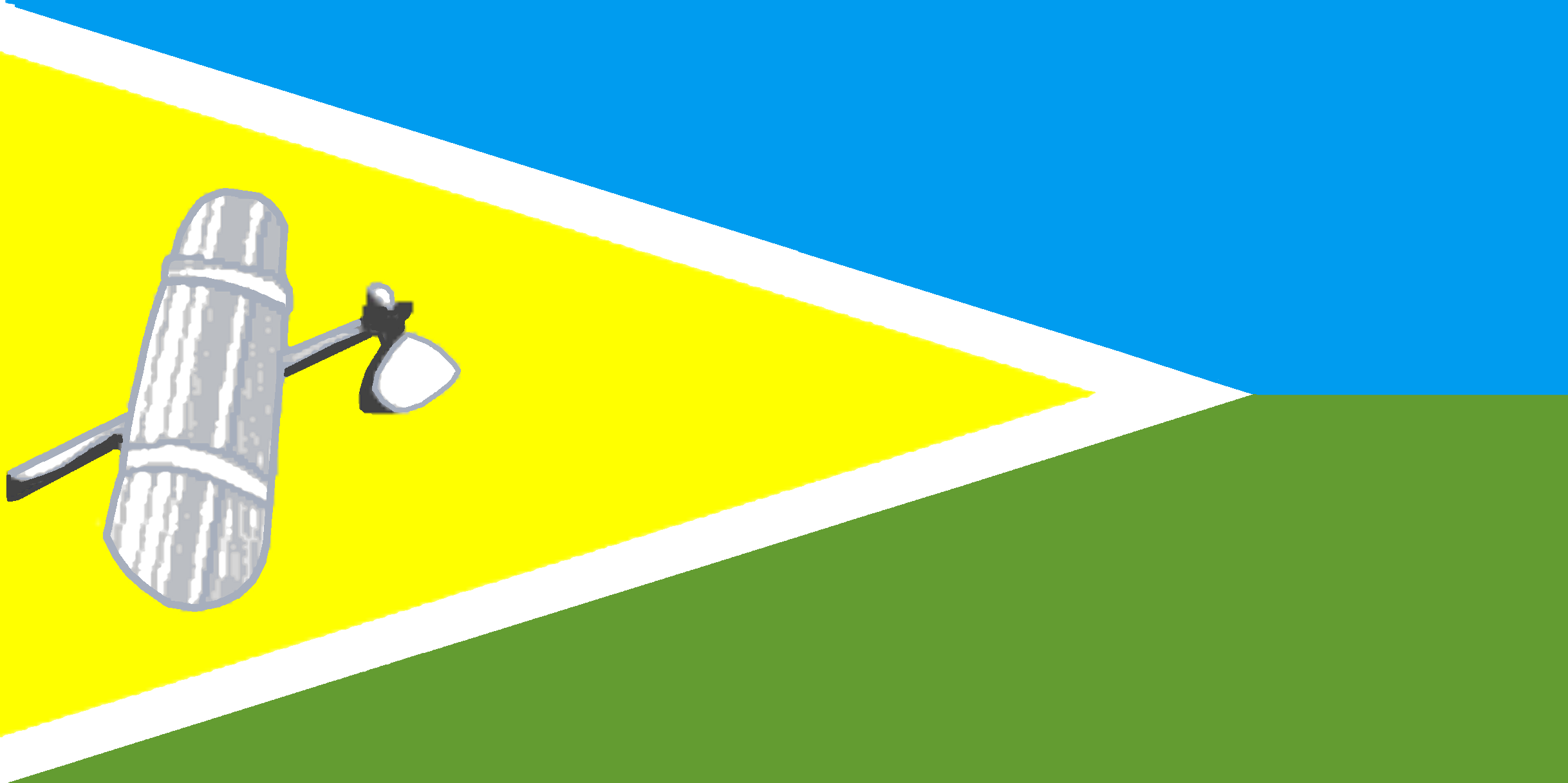
Vlag van Isabel
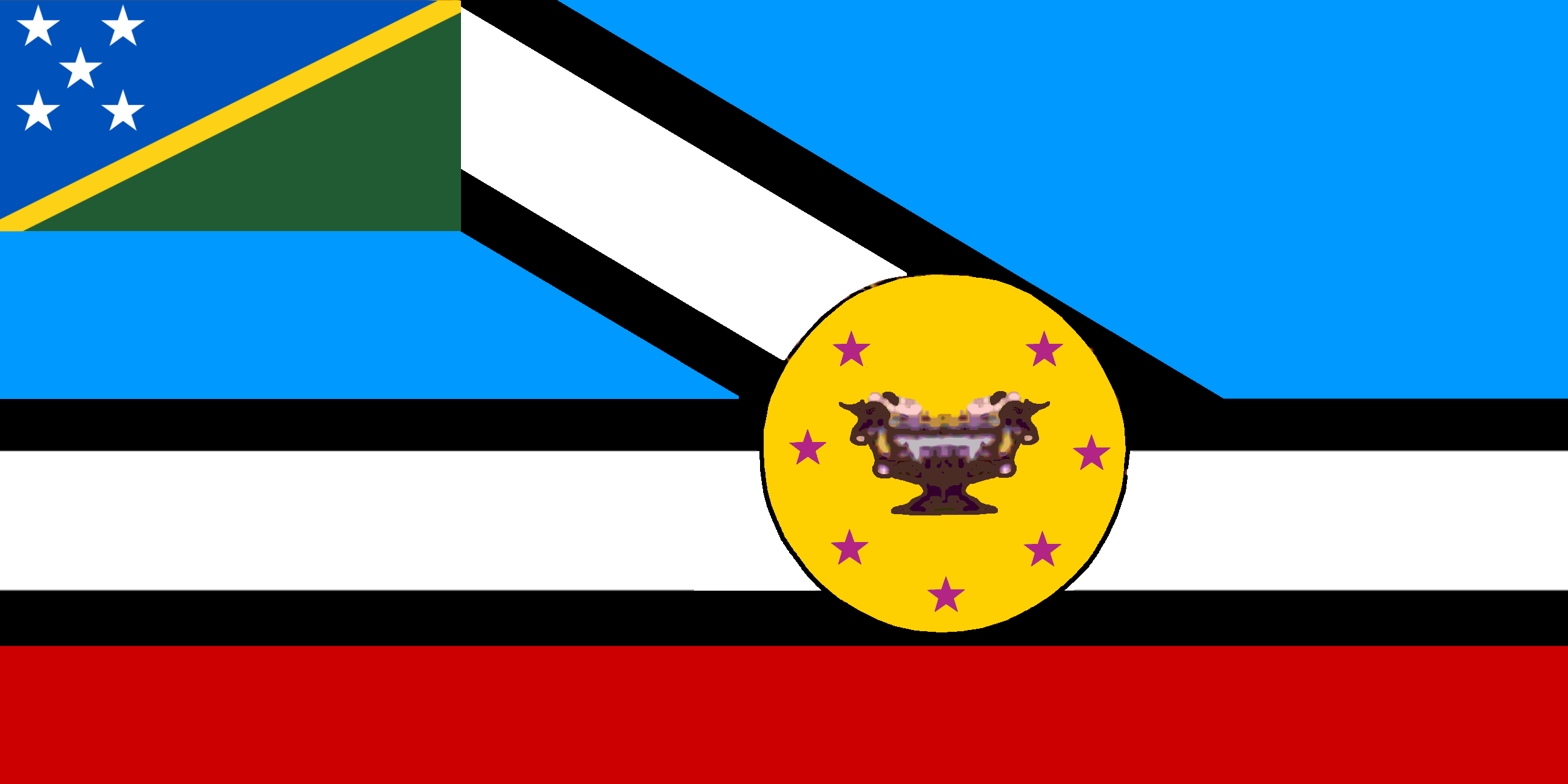
Vlag van Makira-Ulawa
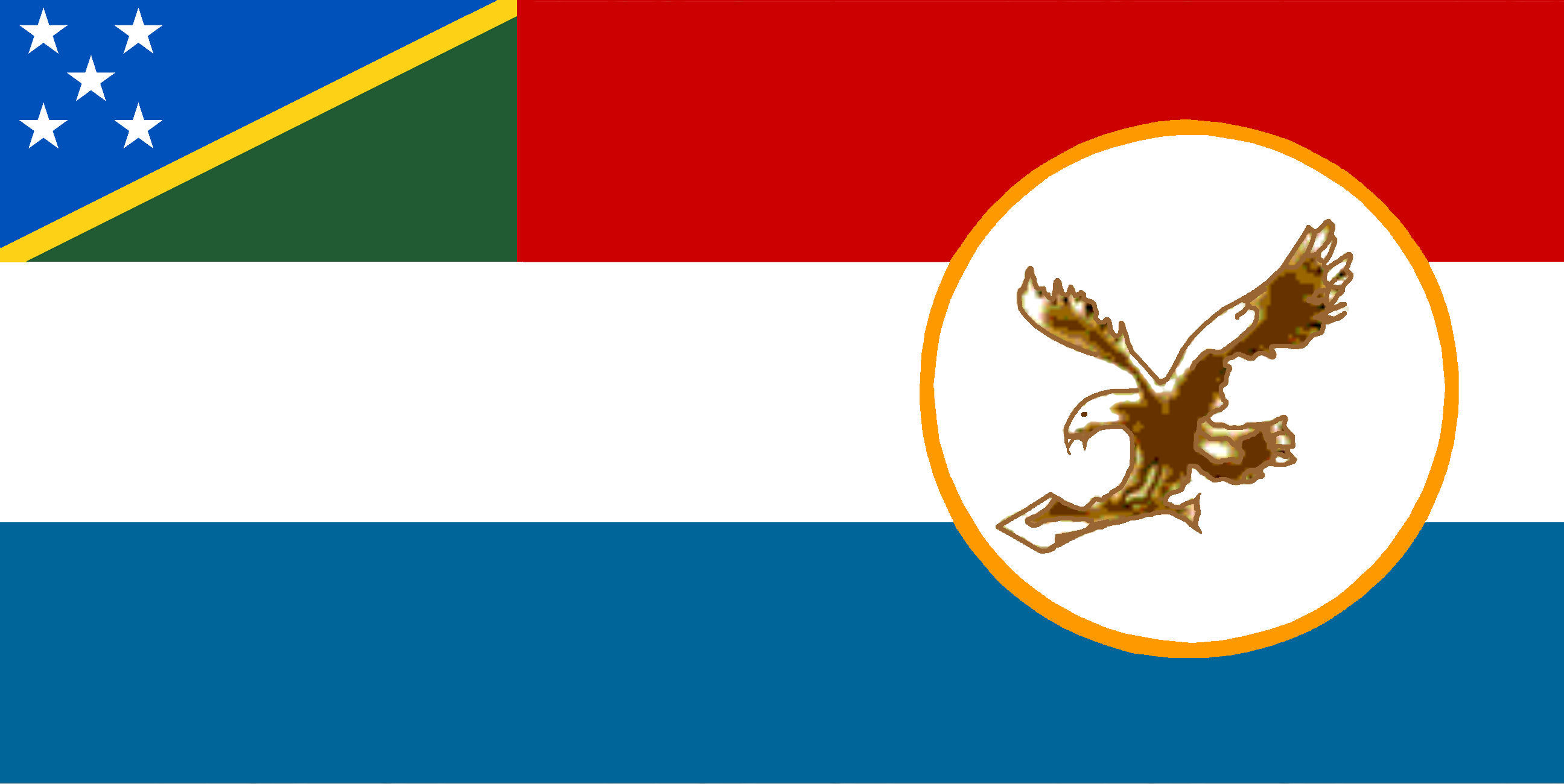
Vlag van Malaita
Vlag van Rennell-Bellona
Vlag van Temotu
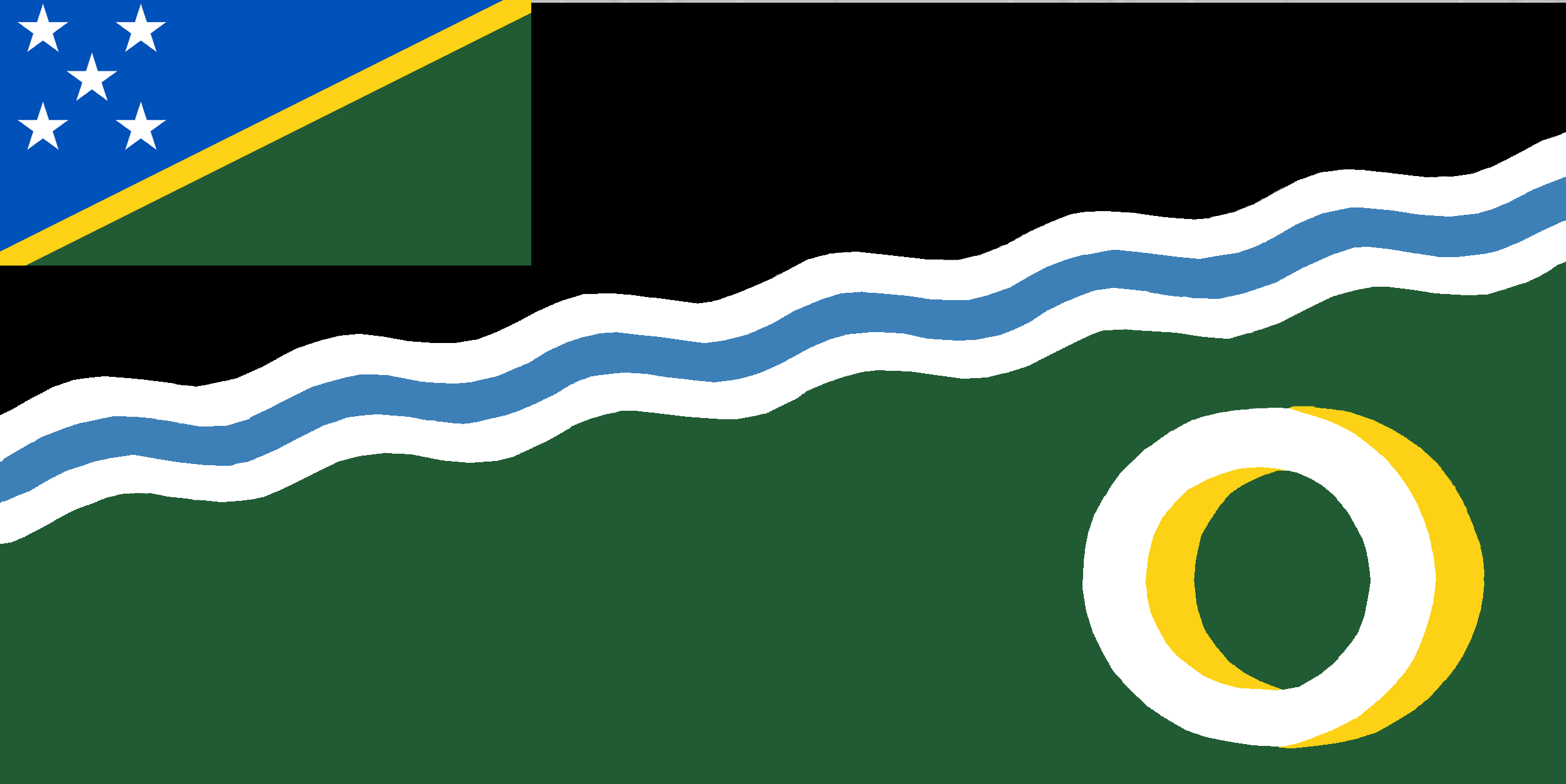
Vlag van Western

## Vlaggen van gemeenten

Vlag van Honiara